# Fort Lauderdale, Florida
Fort Lauderdale (cunoscut și sub numele de Veneția americană) este o municipalitate de ordin întâi, un oraș cu o populație de 185.804 locuitori (conform unei estimări din 2006) și sediul comitatului Broward, statul Florida, Statele Unite ale Americii.

## Geografie
Orașul se află situat pe coasta Atlanticului, ocupă o suprafață de 93,3 km², fiind cunoscut prin rețeaua de canale a orașului, ceea ce îl face un punct de atracție al turismului.

## Economie
Prin anii 1970, orașul devine cunoscut prin o afluență masivă studențească, care petreceau aici vacanța de primăvară (Spring Break). Datorită creșterii consumului de droguri și alcool, poliția orașului a luat o serie de măsri drastice. Această măsură a autorităților locale a avut ca urmare reducerea numărului turiștilor tineri. Pentru reînvioarea turismlui s-au organizat o serie se competții nautice și croaziere pe mare. Rezultatul acestor acțiuni a fost cel așteptat, în ultimii zece ani s-a reconstruit centrul orașului și a crescut din nou numărul turiștilor. Prin portul orașului, „Port Everglades“ sunt transportate produsele petroliere, materialele de construcție și de asemenea de aici pornesc numeroase nave croaziere cu turiști.

## Personalități locale
- Stevie B, cântăreț
- Justin Bartha, actor
- Chris Evert, jucătoare de tenis
- Germaine Damar, actriță
- Robby Ginepri, jucător de tenis
- Brian Hugh Warner, cunoscut ca Marilyn Manson
- Michael Irvin, fotbalist
- Jaco Pastorius, basist și compozitor
- Eric Sardinas, chitarist
- Archie Shepp, saxofonist, compozitor
- Teri Weigel, actriță, fotomodel
- Tiffany Fallon, fotomodel
- Fred De Luca, întemeietorul restaurantelor legate
- Kaitlyn Ashley, actriță porno
- Julius Jenkins, baschetbalist;
- Amy Dumas (n. 1975), wrestler;
- Bear McCreary (n. 1979), compozitor;
- Logan Sargeant (n. 2000), pilot de curse auto.

## Orașe înfrățite
| - Gold Coast, Australia - La Romana, Republica Dominicană - Haifa, Israel - Agogo, Ghana - Belo Horizonte, Brazilia - Panama City, Panama - Quepos, Costa Rica - Mar del Plata, Argentina | - Isla Margarita, Venezuela - Medellín, Columbia - Muğla, Turcia - Rimini, Italia - São Sebastião, Brazilia - Sefton, Anglia, Regatul Unit - Cap-Haïtien, Haiti - Venedig, Italia |